# Owoce kandyzowane

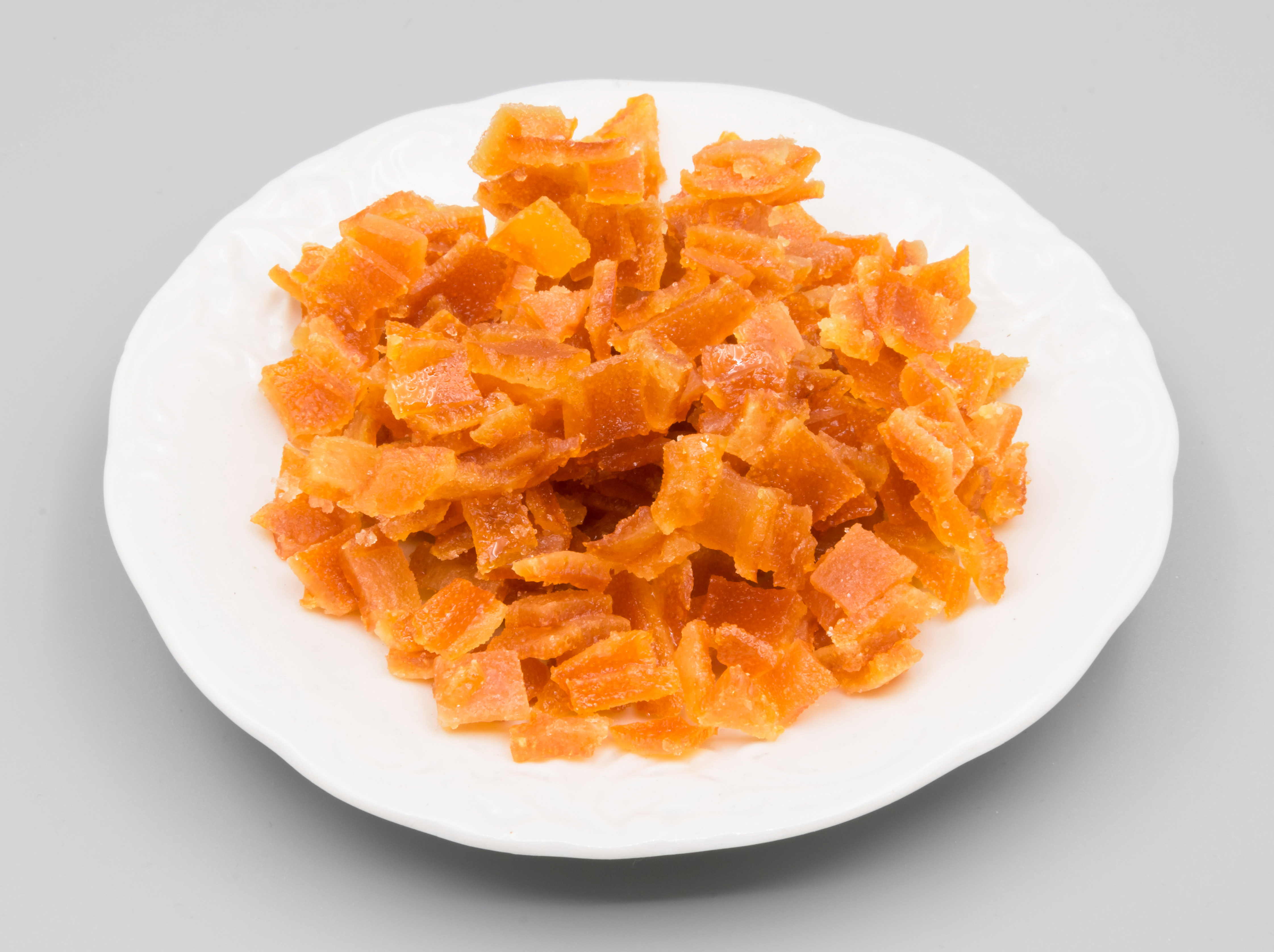
Kandyzowana skórka pomarańczowa

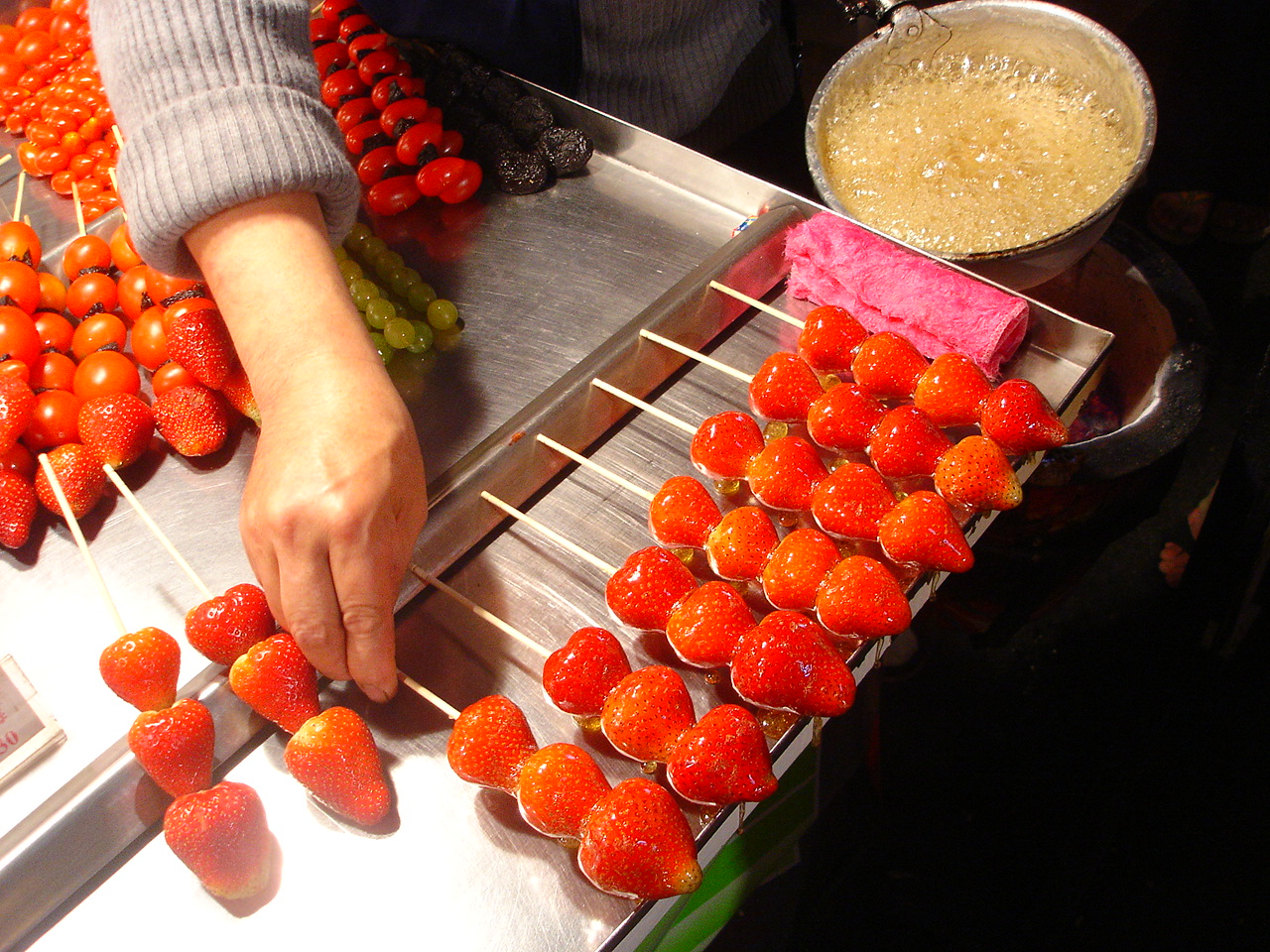
Kandyzowanie owoców w syropie

Owoce kandyzowane – owoce, rzadziej inne części roślin, zakonserwowane poprzez wielokrotne smażenie ich w coraz to bardziej słodkim syropie. Kandyzować można całe owoce, ich części, ale też kwiaty, a nawet łodygi (np. dzięgla litwora). Kandyzowane owoce są dodatkiem do ciast i deserów.
Owoce utrwalane są w procesie kandyzacji w wyniku nasączenia ich cukrem do około 70–72% poprzez kilkukrotne zanurzenie ich w syropie z sacharozy i glukozy  o wzrastającym stężeniu i odpowiedniej temperaturze. Wśród owoców kandyzowanych wyróżnia się trzy ich typy: kandyzowane – z matową powłoką cukru o drobnych kryształkach; glazurowane – o gładkiej, szklistej powłoce karmelu oraz obsypane cukrem owoce karmelizowane – „suche konfitury”.
Polskie słowo kandyzacja pochodzi z języka francuskiego, do którego z kolei trafiło z sanskryckiego khanda poprzez arabskie kand. Taką samą etymologię ma angielskie słowo candies „słodycze”.